# 21643 Корнєв
21643 Корнєв (21643 Kornev) — астероїд головного поясу, відкритий 14 липня 1999 року.
Тіссеранів параметр щодо Юпітера — 3,611.